# تجاوز جنسی در سوئد

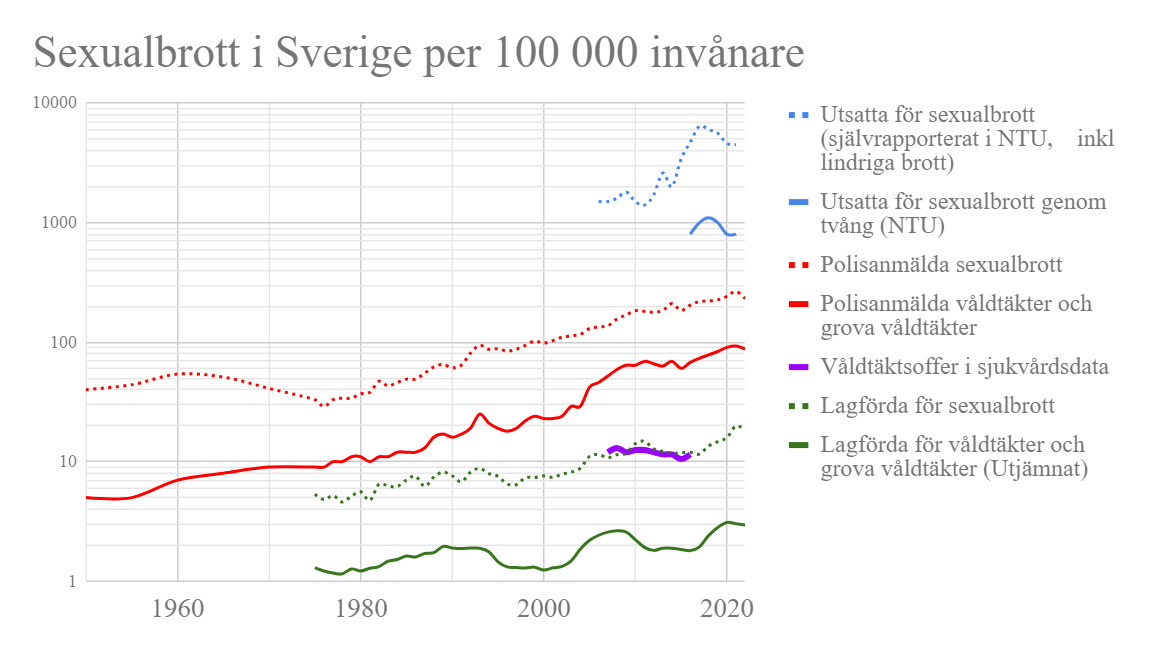
نمودار جنایات جنسی در سوئد از ۱۹۵۰ تا ۲۰۱۹

تجاوز جنسی در سوئد دارای یک تعریف قانونی است که در فصل ششم قانون مجازات سوئد توضیح داده شده‌است. از نظر تاریخی، تجاوز جنسی یا نزدیکی جنسی بدون رضایت طرف مقابل به عنوان آمیزش جنسی اجباری بر علیه یک زن یا مرد توسط یک یا چند نفر، بدون رضایت، تعریف شده‌است.
در سال‌های اخیر، اصلاحات متعددی در تعریف تجاوز جنسی در قانون سوئد انجام شده‌است، که نه تنها آمیزش جنسی، بلکه تعرض جنسی، اجبار یا مجبور کردن جسمی شخص به فعالیت جنسی علیه فردی را که به دلیل قرار گرفتن در موقعیت آسیب‌پذیر قادر به رضایت نیست، شامل می‌شود.
در سال ۲۰۱۷، حدود ۴۸۹۵ مورد تجاوز جنسی در این کشور گزارش شده و ۱۹۰ مورد محکومیت گزارش شده‌است. در سال ۲۰۱۸، سوئد قانون جدیدی را تصویب کرد که رابطه جنسی بدون رضایت را به عنوان تجاوز، حتی زمانی که هیچ تهدید، اجبار یا خشونتی در میان نباشد، جرم انگاری می‌کند. این منجر به افزایش ۷۵٪ محکومیت به شد.

## آمار تجاوز جنسی در سوئد
از زمانی که جمع‌آوری آمار جرم و جنایت توسط شورای اروپا آغاز شد، سوئد به میزان قابل توجهی دارای بالاترین تعداد جرایم تجاوز جنسی ثبت‌شده در اروپا بوده‌است. در سال ۱۹۹۶، در سوئد تقریباً سه برابر میانگین جرایم تجاوز جنسی ثبت شده در ۳۵ کشور اروپایی را ثبت کرد. با این حال، این لزوماً به این معنا نیست که احتمال وقوع تجاوز سه برابر بیشتر از سایر نقاط اروپا است، زیرا مقایسه‌های بین‌ملی میزان جرم و جنایت بر اساس آمار رسمی جرم مشکل‌ساز است، به دلیل تعدادی از عوامل که در زیر توضیح داده می‌شود.
سه نوع عامل تعیین‌کننده نتیجه آمار جرم هستند: عوامل آماری، عوامل قانونی و عوامل حقیقی. بر اساس گزارش شورای ملی پیشگیری از جرم سوئد (BRÅ)، در سال ۲۰۱۴، حدود ۶۶۹۷ تجاوز به پلیس سوئد یا ۶۹ مورد به ازای هر ۱۰۰۰۰۰ نفر گزارش شده‌است که نسبت به سال قبل ۱۱ درصد افزایش داشته‌است.
در سال ۲۰۱۵، تعداد تجاوزهای گزارش شده ۱۲ درصد کاهش یافت و به ۵۹۱۸ مورد رسید. از سوی دیگر، بررسی جنایت سوئد در سال ۲۰۱۵ نشان داد که ۱٫۷٪ از کل جمعیت، یا ۱۲۹۰۰۰ نفر بین ۱۶ تا ۷۹ سال قبلاً در زندگی خود در معرض برخی از جرایم جنسی (از جمله تجاوز جنسی) قرار گرفته‌اند که از ۱٪ افزایش یافته‌است.
در سال ۲۰۱۶، تعداد تجاوزهای گزارش شده دوباره به ۶۷۱۵ مورد افزایش یافت. بر اساس آخرین ارقام اولیه شورای ملی پیشگیری از جرم سوئد، تعداد تجاوزهای گزارش شده به مقامات سوئد به میزان قابل توجهی به میزان ۱۰ درصد در سال 2017 افزایش یافت. تعداد موارد تجاوز جنسی گزارش شده ۷۳ مورد در هر ۱۰۰۰۰۰ شهروند در سال ۲۰۱۷ بوده‌است که در دهه گذشته ۲۴ درصد افزایش داشته‌است. در سال ۲۰۱۸، اعداد رسمی نشان داد که وقوع جرایم جنسی در حال افزایش است. دولت سوئد اعلام کرد که زنان جوان با بزرگ‌ترین خطرات روبرو هستند و بیشتر موارد گزارش نشده‌است.

## موارد گزارش نشده
بر اساس گزارش شورای ملی پیشگیری از جرم سوئد در سال ۲۰۱۳، این احتمال وجود دارد که ۸۰ درصد از تجاوزها گزارش نشده باشد، که در یک مطالعه در سال ۲۰۱۴ در مورد میزان خشونت علیه زنان، که توسط دولت سوئد و سازمان حمایت و جبران خسارت قربانیان جنایت تأمین شده بود، تأیید شد که این آمار را می‌توان با گزارش دولت بریتانیا در سال ۲۰۰۷ مقایسه کرد که تخمین می‌زند بین ۷۵ تا ۹۵ درصد تجاوزها در بریتانیا گزارش نشده‌است.